# Seznam slovenskih smučarskih skakalcev
Seznam slovenskih smučarskih skakalcev

## A
- Slavko Avsenik
- Danimir Ažman
- Jože Ažman
- Živa Andrič

## B
- Vasja Bajc
- Gašper Bartol
- Tilen Bartol
- Maksim Bartolj
- Leon Bebler?
- Brane Benedik
- Matic Benedik
- Rok Benkovič
- Gašper Berlot
- Gorazd Bertoncelj
- Blaž Bilban
- Taja Bodlaj
- Jure Bogataj
- Marko Bogataj
- Urša Bogataj‎
- Vinko Bogataj
- Jan Bombek
- Aljoša Branc
- Gašper Brecl
- Jerneja Brecl

## C
- Igor Cuzner - trener

## Č
- Vid Černe (1926-2019)

## D
- Jernej Damjan
- Anže Damjan
- Janez Debelak
- Matjaž Debelak
- Tone Dečman
- Janez Demšar
- Nejc Dežman
- Matej Dobovšek
- Jože Dobrin
- Tomaž Dolar
- Branko Dolhar
- Jože Dovžan
- Jaka Drinovec
- Urban Drlink
- Tomaž Druml

## E
- Tina Erzar
- Peter Eržen

## F
- Luka Filip
- Rudi Finžgar
- Peter Florjančič
- Urban Franc
- Nejc Frank
- Damjan Fras

## G
- Krištof Gašpirc
- Oto Giacomelli
- Bojan Globočnik
- Janez Gorjanc
- Samo Gostiša
- Jani Grilc
- Tjaš Grilc
- Stanislav Grm

## H
- Mark Hafnar
- Matic Hladnik
- Robert Hrgota
- Žan Hriberšek
- Jaka Hvala

## I
- Mia Ingolič
- Rado Istenič

## J
- Albin Jakopič (1912-1947), kombinatorec
- Žiga Jančar
- Goran Janus
- Jože Javornik (1935 -) trener
- Anja Javoršek
- Timotej Jeglič
- Dejan Jekovec
- Viktor Jekovec
- Žiga Jelar
- Marjan Jelenko
- Božo Jemc
- Jerica Jesenko
- France (Frenk) Jerman
- Ivan Jerman (1975)
- Jure Jerman
- Andrej Jezeršek
- Bojan Jošt?
- Tomi Jovan
- Dejan Judež
- Lucija Jurgec
- Janez Jurman
- Rok Justin
- Martin Juvan?

## K
- Rolando Kaligaro
- Tamara Kancilija
- Robert Kaštrun
- Janez Kavar (1933-2017)
- Matjaž Kladnik
- Gregor Klančnik
- Karel Klančnik
- Barbara Klinec
- Ema Klinec
- Gašper Klinec
- Tomaž Knafelj (smučarski skakalec)
- Katra Komar
- Sašo Komovec
- Primož Kopač
- Robert Kopač
- Marjan Koprivšek
- Zvonko Kordež
- Lovro Kos
- Matija Košir
- Ajda Košnjek
- Jernej Košnjek
- Matic Kramaršič
- Robert Kranjec
- Nika Križnar (>>Nika Vodan)
- Marjan Kropar
- Jernej Kumer?
- Janez Kveder - Skalaš (1897- 1950)

## L
- Urška Lampret (r. Rožman)
- Jože Langus
- Anže Lanišek
- Eva Logar‎
- Lara Logar
- Janez Loštrek
- Rajko Lotrič

## M
- Rok Mandl
- Žiga Mandl
- Rok Masle
- Igor Medved
- Robert (Robi) Meglič
- Tomi Meglič
- Marjan Mesec
- Janko Mežik
- Mitja Mežnar
- Marko Mlakar
- Žak Mogel

## N
- Tomaž Naglič
- Jan Nemeček
- Bine Norčič
- Bogdan Norčič
- Albin Novšak

## O
- Jaka Oblak
- Matej Oblak (*1965)
- Luka Ograjenšek
- Rok Oblak
- Miro Oman
- Mitja Oranič
- Aljaž Osterc

## P
- Franc Palme
- Bor Pavlovčič
- Marjan Pečar
- Stane Pelan
- Roman Perko
- Franci Petek
- Lojze Petek
- Primož Peterka
- Uroš Peterka
- Primož Pikl
- Luka Plestenjak
- Simon Podrebršek
- Monika Pogladič
- Gorazd Pogorelčnik
- Andraž Pograjc
- Manja Pograjc
- Janez Polda
- Katja Požun‎
- Marjan Prelovšek
- Jernej Presečnik
- Cene Prevc
- Domen Prevc
- Nika Prevc
- Peter Prevc
- Franc Pribošek
- Ernest Prišlič
- Matija Prosenc
- Danilo Pudgar
- Drago Pudgar
- Matjaž Pungertar

## R
- Jure Radelj
- Tone Razinger
- Urban Remic
- Marcel Rep
- Nejka Repinc Zupančič
- Miha Rihtar
- Gorazd Robnik
- Albin Rogelj‎
- Franci Rogelj
- Špela Rogelj‎
- Primož Roglič
- Urh Rošar
- Janko Rošelj
- Urška Rožman (por. Lampret)
- Jaka Rus

## S
- Matevž Samec
- Anže Semenič
- Mirko Sitar
- Taja Sitar
- Peter Slatnar
- Agata Stare (Spodčeva Anica)
- Matija Stegnar
- Igor Strgar
- Marcel Stržinar
- Jošt Sušnik
- Juš Sušnik
- Urban Sušnik

## Š
- Staš Šantelj
- Jure Šinkovec
- Jože Šlibar
- Bogo Šramel
- Peter Štefančič
- Matija Štemberger
- Janez Štirn

## T
- Rok Tarman
- Miran Tepeš
- Jurij Tepeš
- Anja Tepeš
- Kaja Toplak
- Nejc Toporiš
- Matjaž Triplat?

## U
- Primož Ulaga
- Rok Urbanc
- Anže Urbančič
- Primož Urh-Zupan

## V
- Stanko Velikonja (1959-1998)
- Silva Verbič
- Nika Vetrih
- Drago Vidic
- Matija Vidic
- Nika Vodan (prej Križnar)
- Ema Volavšek
- Blaž Vrhovnik
- Vid Vrhovnik
- Damjan Vtič
- Maja Vtič‎

## Z
- Boštjan Zajc
- Ludvik Zajc
- Timi Zajc
- Zoran Zalokar
- Gorazd Završnik
- Jože Zidar
- Rok Zima
- Bine Zupan
- Ivo Zupan
- Matjaž Zupan
- Ožbe Zupan
- Miran Zupančič
- Zoran Zupančič
- Janko Zwitter - trener

## Ž
- Matjaž Žagar
- Rožle Žagar
- Milan Živic
- Peter Žonta